# Sweet Charity
Sweet Charity är en amerikansk musikal från 1966 med manus av Neil Simon, musik av Cy Coleman och sångtexter av Dorothy Fields. Den är byggd på Federico Fellinis film Cabirias nätter från 1957.
Vid urpremiären på Broadway 1966 stod Bob Fosse för regin. Den gick i 608 föreställningar.
Till Sverige kom den 1989, då den sattes upp i Norrköping med Eva Rydberg i huvudrollen. Hon gjorde även rollen 1991 på Malmö stadsteater. 2006 spelades musikalen på Intiman i Stockholm, då med Nanne Grönvall i huvudrollen.
Den har även blivit film, 1969, med Shirley MacLaine i huvudrollen, även då med Bob Fosse som regissör.